# Stadion Hrazdan
Stadion Hrazdan – wielofunkcyjny stadion sportowy (przede wszystkim piłkarski) w Erywaniu, wybudowany w latach 1969–1970 z okazji 50-lecia sowietyzacji Armenii dolinie rzeki Hrazdan i oficjalnie otwarty 29 listopada 1970 (choć pierwszy mecz rozegrano na nim 19 maja 1971). Trzykrotnie przebudowywany: 2002, 2008 oraz 2012. Aktualna pojemność jego trybun wynosi 54 208 miejsc, co czyni go największym tego typu obiektem w Armenii. Rekord frekwencji (78 000 widzów) padł podczas inauguracyjnego spotkania piłkarskiego, w którym Ararat Erywań pokonał 3:0 Kajrat Ałmaty.
Swoje mecze rozgrywały na nim: Ararat Erywań (w latach 1971–2015), Kilikia Erywań (w latach 1992–2011) oraz dwukrotnie reprezentacja ZSRR. Po 1999 reprezentacja Armenii grywa na nim okazjonalnie, bowiem władze armeńskiej federacji piłkarskiej preferują mniejszy Stadion Hanrapetakan.